# Kirchdorf am Inn, Bayern
Kirchdorf am Inn är en kommun och ort i Landkreis Rottal-Inn i Regierungsbezirk Niederbayern i förbundslandet Bayern i Tyskland.